# 抱合語
抱合語（ほうごうご、包合語とも書く）は言語類型論における言語の分類の1つ。単語、特に動詞に他の多数の意味的または文法的な単位が複合され、文に相当する意味を表現しうるような言語を指す。これに該当する言語はシベリアからアメリカ大陸にかけて特に多く分布する。

## 概要
この用語は厳密には以下のような2つの異なる意味に用いられる：
1. polysynthetic languageの意味。
2. incorporating languageの意味。

1のpolysynthetic languageとは、動詞が多数の形態素から形成される言語をいう。2のincorporating languageとは、単なる人称接辞などではなく、それ自体で意味を持つ多数の語彙的形態素（英語: lexeme、たとえば、目的語、手段を表す語、副詞など）が動詞に複合される言語をいう。すなわち動詞が抱合 (incorporation) により新たな語幹を形成する（多くの場合は意味がやや変化する）。歴史的には1の概念が先に認識されたが、当初は1と2の違いは認識されなかった。polysyntheticの語は、フランスの言語学者デュポンソー (Pierre-Étienne du Ponceau) が1819年にアメリカ先住民の言語について書いたものが初出で、その後ヴィルヘルム・フォン・フンボルトおよびアウグスト・シュライヒャーが言語類型の1つとして用いた。一方エドワード・サピアは1921年にsynthesis（総合、統合）によって言語を分類することを提案し、多くの形態素によって動詞のsynthesisが行われる言語（その対極は孤立語である）をpolysynthetic languageと呼んで、incorporating languageと区別した。実際、polysyntheticでかつincorporatingである言語もあるが、どちらか一方の性質しか持たない言語（たとえばpolysyntheticだがincorporatingではないエスキモー語など）も多い。こうして2つの概念は分離され、現在、2を抱合語、1を輯合的（しゅうごうてき）、複総合的あるいは複統合的言語と訳して呼ぶことが多い。
一般に抱合語とされているアイヌ語を例にとると
- usa-oruspe a-e-yay-ko-tuyma-si-ram-suy-pa

これは単語としては2つであるが、各形態素を直訳すれば
- いろいろ-うわさ 私(主語)-について-自分-で-遠く-自分の-心-揺らす-反復

つまり「いろいろのうわさについて、私は遠く自分の心を揺らし続ける＝思いをめぐらす」という意味になる。2番目の動詞は語幹suy（揺らす）に様々なものがついて形成されており、1の意味の抱合語（正確には複総合的言語）に該当する。このうちa（1人称）、e（について）、yay（自分）、ko（で）、si（自分の）、pa（反復）は文法的機能しか持たない接辞であるが、tuyma（遠く）とram（心）はそれ自体で意味を持つ副詞および名詞であって、これらが動詞に加わって「思いめぐらす」という意味の新たな動詞語幹を形成している。この点では2の意味の抱合語に該当する。
もちろん、複統合的あるいは抱合的といってもその程度は様々である。動詞に関しては高度に複統合的だが名詞に関してはそうでない（あるいはその逆）という言語も多い。
また抱合語と呼ばれない言語にも抱合的現象がみられる。たとえば英語では、手段+動詞からなる抱合 ("breastfeed") や、直接目的語+動詞からなる抱合 ("babysit") がみられる。また"understand"は語源的には副詞+動詞である（この造語法はラテン語やドイツ語など印欧語に多くみられる）。日本語でも「横切る」「よみがえる（黄泉から帰る意）」など複合的動詞の例がある。ただし抱合と単なる複合との境界は曖昧である。
膠着語には動詞に多数の接辞がつく（総合的な）ものもある。たとえば日本語「行か-せ-られ-ませ-ん-でし-た」には多くの接辞が含まれる。ただし日本語では述語が人称などを明示しないので、一般には文に相当する意味を表現できるわけではない。
次にいくつかの例を示す。
以下の例は英語版Polysynthetic language、Incorporation (linguistics)に基づいている。

## 複統合的かつ抱合的な言語
- シベリア北東部で話される古アジア諸語のひとつ、チュクチ語：これは複統合的、抱合的であるとともに、膠着語的性格ももつ。
Təmeyŋəlevtpəγtərkən.
t-ə-meyŋ-ə-levt-pəγt-ə-rkən
1人称単数主語-大きな-頭-痛み-1人称現在
「私はひどい頭痛がする」
これは形態素：単語比が5：1で、3個の語彙的形態素（meyŋ「大きな」、levt「頭」、pəγt「痛み」）を含む。
また、"t-ə-pela-rkən qora-nə"という句は「私はトナカイを置いていく」を意味し、2単語（1人称単数現在の動詞と名詞）からなる。ところが同じことが1単語"t-ə-qora-pela-rkən"でも表現できる。ここでは語根"qora"「トナカイ」が動詞の中に抱合されている。
- イロコイ諸語のモホーク語では次のような抱合を盛んに用いる："watia'tawi'tsherí:io"「これはよいシャツだ」。ここでは名詞語根atia'tawi（上着）が動詞の内部に入れられている。
- アルゴンキン語族のシャイアン語も名詞の抱合を普通に用いる："nátahpe'emaheona"「私は大きな家を持っている」。ここには名詞形態素"maheo"「家」を含む。

## 複統合性は高いが抱合性は低い言語
複統合的であるが抱合的ではない言語の代表に、シベリア、アラスカなどのエスキモー・アリュート語族がある。
- 西グリーンランド語（エスキモー語の1つ）：これは高度に複統合的ではあるが、抱合的ではなく、接辞が語尾に次々につく点で膠着語的でもある。また接辞の順番は必ずしも固定していない（非スロット型といわれる）。

Aliikusersuillammassuaanerartassagaluarpaalli.
aliiku-sersu-i-llammas-sua-a-nerar-ta-ssa-galuar-paal-li
楽しみ‐与える‐半他動詞‐名人‐繋辞(だ)‐と言う‐反復‐未来-たしかに‐3人称複数主語‐3人称単数目的語‐しかし
「たしかに彼は人を楽しませるのがうまいと言われるようになるだろうが、…」
形態素：単語比は12：1であるが、語彙的形態素が動詞に着いているわけではない。
北西コーカサス語族は動詞に関しては高度に複統合的で、動詞は文の中で動詞がとる実質上すべての名詞・代名詞と一致する接辞を含む。わずかながら抱合もみられる。
- ウビフ語の例

[aχʲazbatʂʼaʁawdətʷaajlafaqʼajtʼmadaχ]!
[a-χʲa-z-batʂʼa-ʁa-w-də-tʷ-aaj-la-fa-qʼa-jtʼ-ma-da-χ]
彼ら-利益格(のために)-私-(の)下-奪格(から)-あなた-使役(させる)-取る-反復相(また)-すべて-可能法(できる)-過去-未完了相-否定(なかった)-条件法(ならば)-願望法(いいのに)
「あなたがまた私のものをすべて彼らのために取って行かせるなんてことができなければよかったのに」
これには16の明らかな形態素が含まれる（日本語に似た語順の文がすべて膠着して1単語になった形をしている）が、名詞は抱合されていない。

## 分布
2の意味での抱合語はシベリアから北アメリカにかけとくに多くみられる。
複統合的言語はそのほかにも多くの地域にみられる。典型的な複統合的言語には北アメリカのアサバスカ語派、エスキモー・アレウト語族のほか、アフリカのバントゥー諸語、北西コーカサス語族と北東コーカサス語族、バスク語、フィン・ウゴル語派（フィンランド語、ハンガリー語など）、北オーストラリアのGunwinyguan諸語などが挙げられるが、これらは必ずしも抱合的ではない。

## 抱合による意味論的変化
多くの場合には名詞を抱合してできた句は、名詞が動詞に抱合されていない同様の句とは違う意味を含んでいる。この違いは、陳述の一般性・限定性に関連していることが多い。抱合された句はふつう一般的で限定されず、抱合されていない句はより特定的である。
- マヤ諸語のユカテコ語では句「私は立木を切った」は、「木」を抱合すると、「私は材木を切った」という意味に変わる。
- ビルマ語では限定的な句「私が(その)酒を飲む」は、「酒」を抱合すると、より一般的な「私は酒を飲む」の意味に変わる。

しかしこの傾向は厳密なものではない。名詞抱合で意味的変化が生じないような言語もある（ただしそれでも以下のように統語論的に変化することもある）。

## 抱合による統語論的変化
ふつう、名詞が抱合されると動詞がとる項（英語: argument：動詞の主語、たとえば、直接・間接目的語、手段、位置など）が1つ削除される働きがあり、このことが明示される言語もある。つまり、その動詞が他動詞ならば、直接目的語を抱合した動詞単語は形式的には自動詞となって、それが明示される。このような変化が起きない言語や、また少なくとも形態論的には明示されない言語もある。
- スー諸語のラコタ語では、句「その男は材木を切っている」は他動詞として"wičháša ki čą ki kaksáhe"「男 - その - 材木 - その - 切って」とも、また自動詞として"wičháša ki čą-kaksáhe"「男 - その - 材木切って」とも表現できる。後者では独立の名詞語句"čą"「材木」が、語根となって動詞に抱合されている。前者で"čą"を既定していた"ki"「その」が、後者では消失している。抱合されてももとの名詞は削除されない場合もある。
- オナイダ語（英語版）（オンタリオ州南部やウィスコンシン州で話されるイロコイ諸語の1つ）では、「類別名詞の抱合」がみられる。直接目的語として働く一般的な名詞は動詞に抱合できるが、より特定的な直接目的語はそのままの位置に置かれる。たとえば「私はこの豚を買った」は「私は-動物買った-この-豚を」と表現され、ここで抱合された動物が「類別名詞」である。この「類別名詞」は本来の意味の「類別辞」（名詞クラスに呼応する統語機能だけを持つ形態素）ではなくて、一般的な名詞としても用いられる。